# Konopí v Japonsku
Konopí v Japonsku je od roku 1948 nelegální. Užití či držení konopí je trestáno až 5 lety vězení a pokutou. Pěstování, prodej, či dovoz konopí se trestá až 7–10 lety vězení. Japonsko aktuálně patří k zemím s nejpřísnějšími protidrogovými zákony.

## Historie

### Předhistorické období
Nejstarší nálezy, dokazující přítomnost a využití konopí na tkané textilie v Japonsku, spadají až do doby Džómon (10 000 - 300 př. n. l.). První semeno bylo nejspíše dovezeno z Číny nebo Korejského poloostrova. Původní japonský termín pro konopí je taima 大麻, odvozený od čínského slova ta mà.

### Šintoismus
Konopí mělo význam i v šintoismu. Mniši vyháněli svazkem konopí, kvůli svým čisticím schopnostem, zlé duchy. Také např. nevěsty, na důkaz své čistoty, nosily ve svůj svatební den závoje vyrobené z konopí.
Na počátku 20. stol. americký historik George Foot Moore zaznamenal, jak japonští cestovatelé, pro jistotu bezpečné cesty, zanechávali u svatyní drobné dary z konopných listů.

### Užívání konopí
Je zřejmé, že konopí mělo v japonské historii velké využití, ale stále není jisté, zda bylo kouřeno. Je také možné, že jako droga bylo využíváno pouze ve vyšších společenských třídách. Dnes se konopí běžně užívá pro své psychedelické účinky a velké oblibě se začalo těšit v 70. letech 20. století.

### Zákon o konopí
Zákon o konopí se utvářel od roku 1930, v roce 1948 byl ustanoven pod kontrolou USA, a pozměněn roku 1963. Obsahuje podmínky držení a manipulace s konopím a případné tresty za jeho porušení.

## Muzeum konopí
Muzeum konopí (Taima hakubucukan 大麻博物館) bylo založeno v roce 2001, Džuničim Takajasou, za účelem prezentovat propojení konopí s japonskými kulturními kořeny. Jedná se o jediné muzeum svého druhu v Japonsku a je situované ve městě Nasu, v prefektuře Točigi.